# Collection (album av Agnes Carlsson)
Collection är ett samlingsalbum från 2013 av Agnes Carlsson.

## Låtlista
| 1.  | Instant Repeater                                | Ingvar Björn Olsson, Torbjörn Lundberg, Gunnar Fredrik Sandsten, Jan Christian Person, Karl Åke Jerneholm Gustafsson, Carl Martin Hederos | 3:20 |
| 2.  | Nu måste vi dra                                 | Jesajah Mårskog, Ken Ring Kiprono, Tobias Jimmy Jimson                                                                                    | 3:15 |
| 3.  | Allt ljus på mig                                | Bo Sigvard Sundström, Fredrik Johan Dahl, Mats Jörgen Schubert, Michael Lennart Malmgren                                                  | 3:53 |
| 4.  | En sån karl (Just Like a Man)                   | Leslie Reed, Barry Mason | 3:51 |
| 5.  | Hanna från Arlöv                                | Ulf Dageby | 3:56 |
| 6.  | Flowers                                         | Magnus Frykberg | 3:23 |
| 7.  | Got Me Good (Bassflow Remake)                   | A. Carlsson, V. Pontare, M. Lidehäll, M. Nervo, O. Nervo                                                                                  | 3:46 |
| 8.  | All I Want Is You                               | A. Carlsson, J. Quant, A. Diaz | 3:21 |
| 9.  | One Last Time                                   | A. Carlsson, J. Quant, A. Diaz | 3:59 |
| 10. | Don't Go Breaking My Heart                      | A. Carlsson, V. Pontare, M. Lidehäll, M. Nervo, O. Nervo                                                                                  | 3:48 |
| 11. | When You Tell the World You're Mine             | J. Elofsson, J. Lundvik | 4:08 |
| 12. | I Need You Now (brittisk radioversion)          | A. Hansson, S. Vaughn | 3:09 |
| 13. | Release Me (brittisk radioversion)              | A. Hansson, S. Vaughn, A. Carlsson | 3:08 |
| 14. | Love Love Love                                  | A. Hansson | 3:02 |
| 15. | On and On                                       | A. Hansson, S. Diamond | 3:51 |
| 16. | Champion (brittisk radioversion)                | A. Carlsson, C. Richardson, E. Olsson | 3:06 |
| 17. | Right Here, Right Now (My Heart Belongs To You) | J. Elofsson, R. Brandén, P. Westerlund | 4:08 |

## Listplaceringar
| Lista (2014) | Topplacering |
| ------------ | ------------ |
| Sverige      | 4            |

### Fotnoter
1. ↑  ”Collection”. Svensk mediedatabas. 2 mars 2013. http://smdb.kb.se/catalog/id/002973492. Läst 6 december 2014.
2. ↑  ”Collection”. Swedishcharts. 2 mars 2013. http://swedishcharts.com/showitem.asp?interpret=Agnes&titel=Collection&cat=a. Läst 6 december 2014.